# Amphoe Khiri Rat Nikhom
Amphoe Khiri Rat Nikhom (Thai อำเภอ คีรีรัฐนิคม) ist ein Landkreis (Amphoe – Verwaltungs-Distrikt) im Westen der Provinz Surat Thani. Die Provinz Surat Thani liegt in der Südregion von Thailand.

## Geographie
Der westliche Teil des Distrikts liegt in der Phuket-Bergkette, auf welcher die Grenze zwischen den Provinzen Surat Thani und Ranong verläuft, während der östliche Teil hauptsächlich aus Flachland besteht. Die großen Flüsse des Distrikts sind der Phum Duang und der Khlong Yan .
Die benachbarten Amphoe und Gebiete sind (von Norden im Uhrzeigersinn): Vibhavadi, Phunphin, Khian Sa, Phanom und Ban Ta Khun. Alle liegen in der Provinz Surat Thani.

## Geschichte
Die Stadt Khiri Rat Nikhom wurde zuerst in der Regierungszeit von König Mongkut (Rama IV.) erwähnt, als sie noch eine unbedeutende Mueang unter Takua Pa – damals einer der historischen Stadtstaaten (Mueang) mit historischen Wurzeln bis zurück in das Srivijaya-Reich – und Teil des Königreiches von Nakhon Si Thammarat war. Durch die Thesaphiban-Verwaltungsreform von 1890 wurde sie ein Distrikt in der Provinz Chaya, dem heutigen Surat Thai.
Im Jahre 1917 wurde der Distrikt umbenannt in Tha Khanon (ท่าขนอน), da der Hauptsitz der Verwaltung in diesem Gebiet lag.
Am 12. April 1961 bekam er wieder den historischen Namen.

## Verkehr
Khiri Rat Nikhom ist der Endpunkt einer Abzweigung der Südlinie der State Railway of Thailand. Diese Abzweigung sollte ursprünglich vom Bahnhof in Phunphin bis Phuket führen, der weitere Ausbau wurde aber 1956 aus Geldmangel gestoppt.

## Verwaltung

### Provinzverwaltung
Der Amphoe Khiri Rat Nikhom ist in acht Unterbezirke (Tambon) eingeteilt, diese wiederum besitzen zusammen 84 Gemeinden (Muban).
| \| Nr. \| Name \| Thai \| Muban \| Einw.[3] \| \| --- \| ------------- \| --------- \| ----- \| -------- \| \| 01. \| Tha Khanon \| ท่าขนอน \| 15 \| 07.946 \| \| 02. \| Ban Yang \| บ้านยาง \| 11 \| 03.936 \| \| 03. \| Nam Hak \| น้ำหัก \| 10 \| 04.300 \| \| 06. \| Ka Pao \| กะเปา \| 10 \| 03.793 \| \| 07. \| Tha Kradan \| ท่ากระดาน \| 09 \| 03.007 \| \| 08. \| Yanyao \| ย่านยาว \| 10 \| 04.699 \| \| 09. \| Tham Singkhon \| ถ้ำสิงขร \| 10 \| 04.891 \| \| 10. \| Ban Thamniap \| บ้านทำเนียบ \| 09 \| 10.636 \| |               |           |       |        |
| Nr. | Name          | Thai      | Muban | Einw.  |
| 01. | Tha Khanon    | ท่าขนอน    | 15    | 07.946 |
| 02. | Ban Yang      | บ้านยาง    | 11    | 03.936 |
| 03. | Nam Hak       | น้ำหัก      | 10    | 04.300 |
| 06. | Ka Pao        | กะเปา     | 10    | 03.793 |
| 07. | Tha Kradan    | ท่ากระดาน  | 09    | 03.007 |
| 08. | Yanyao        | ย่านยาว    | 10    | 04.699 |
| 09. | Tham Singkhon | ถ้ำสิงขร    | 10    | 04.891 |
| 10. | Ban Thamniap  | บ้านทำเนียบ | 09    | 10.636 |

Anmerkung: Die fehlenden Nummern 4 und 5 gehören zu den Tambon, aus denen der Amphoe Vibhavadi gebildet wurde.

### Lokalverwaltung
Tha Khanon (เทศบาลตำบลท่าขนอน) ist eine Kleinstadt (Thesaban Tambon) im Landkreis, sie besteht aus dem gesamten Tambon Tha Khanon.
Daneben gibt es acht „Tambon-Verwaltungsorganisationen“ (องค์การบริหารส่วนตำบล – Tambon Administrative Organizations, TAO) für die Tambon oder die Teile von Tambon im Landkreis, die zu keiner Stadt gehören.